# Vladimir Petrović (calciatore 1972)
Vladimir Petrović (Teslić, 4 febbraio 1972) è un ex calciatore croato, nato in Bosnia ed Erzegovina, di ruolo attaccante.
Vanta 10 presenze e 2 gol nelle competizioni UEFA per club.